# Gerold von Friesach
Gerold von Friesach († 7. Dezember 1333 in Friesach) war Bischof von Gurk.
Gerold von Friesach wurde in der salzburgischen Herrschaft Friesach geboren, gehörte dem geistlichen Stand an und studierte an der Universität Bologna. Von 1314 bis 1326 war er Propst an der Kirche St. Bartlmä in seiner Geburtsstadt, um deren Ausbau er sich große Verdienste erwarb.
Im Jahre 1326 wurde er zum Bischof von Gurk ernannt, das Vertrauen seines Lehensherrn, des Erzbischofs von Salzburg, dürfte ihm da sehr geholfen haben. Am 4. April 1326 wurde er erstmals als Bischof genannt, die Sedisvakanz nach dem Tod seines Vorgängers Heinrichs III. dürfte somit kaum zwei Monate gedauert haben. 
Mit Bischof Gerold stieg ein Mann an die Spitze des Bistums, der durch seine hervorragende Wirtschaftsführung die zerrütteten Temporalien der Diözese in kürzester Zeit wieder in Ordnung brachte. Als erstes kaufte er Güter zurück, die der Gurker Kirche entfremdet wurden. Auch als Bauherr tat er sich hervor und die bischöfliche Residenz in Straßburg erhielt unter seiner Regentschaft jene Anlage, die es bis heute bewahrt hat. Er stiftete auch die Straßburger Kollegiatkirche St. Nikolaus und das Armenspital zum Heiligen Geist.
Bischof Gerold starb am 7. Dezember 1333 in seiner Geburtsstadt und wurde dort in dem von ihm erbauten Chor der Kirche St. Bartholomäus beigesetzt. Trotz der kurzen Regierungszeit gilt er als einer der hervorragendsten Gestalten unter den Bischöfen von Gurk.